# Edgar Syers
Edgar Morris Wood Syers, född 18 mars 1863 i Brighton, Sussex, död 16 februari 1946 i Maidenhead, Berkshire, var en brittisk konståkare. Han kom trea vid olympiska sommarspelen 1908 i London, tillsammans med sin hustru Madge Syers.